# Келдерешть
Келдерешть, Келдерешті (рум. Căldărăști) — село у повіті Бузеу в Румунії. Адміністративно підпорядковане місту Погоанеле.
Село розташоване на відстані 89 км на північний схід від Бухареста, 32 км на південний схід від Бузеу, 98 км на південний захід від Галаца, 139 км на південний схід від Брашова.

## Населення
За даними перепису населення 2002 року у селі проживала 2151 особа, з них 2150 осіб (> 99,9%) румунів. Рідною мовою 2150 осіб (> 99,9%) назвали румунську.